# 滅滿興漢
滅滿興漢，是中國歷史上的一個用語，主要用於清朝末年，民間所傳唱的口號。

## 概要
滿族所建立的滿清王朝自1644年入關剿滅李自成後，傾全國之兵翻越長城侵略明朝，征服華北、華南等包括漢族的居住地。之後，中國由少數的滿族支配多數的漢族近300年的歷史。
1840年，清朝在第一次鸦片战争敗給英國後，隨後，又在1856年，第二次鸦片战争時又再度戰敗，清朝的衰退非常明顯。結果導致「消滅滿族、復興漢族」的運動高漲。1850年起的「太平天國之亂」等叛軍高舉「滅滿興漢」的口號。1895年清朝与日本爆發甲午战争。國內滿族與漢族之間的民族紛爭加大。但後來產生了義和團運動，義和團群眾則高舉另一個口號稱「扶清滅洋」。
1911年，武昌起義推翻滿清，中華民國成立。翌年，清帝退位，清朝滅亡。

## 關聯項目
- 扶清滅洋 （義和團運動 ）
- 尊王攘夷
- 太平天國之亂
- 反清復明